# جون بارون
جون بارون (بالإنجليزية: John Barron)‏ هو ممثل بريطاني (وحمل سابقاً جنسية المملكة المتحدة لبريطانيا العظمى وأيرلندا)، ولد في 24 ديسمبر 1920 في المملكة المتحدة، وتوفي بنفس المكان في 3 يوليو 2004.

## أعمال

### أفلام
- (1973)  الأيام العشر الأخيرة
- (1983) المسألة الكبرى

## وصلات خارجية
- جون بارون على موقع IMDb (الإنجليزية)
- جون بارون على موقع ميوزك برينز (الإنجليزية)
- جون بارون على موقع ديسكوغز (الإنجليزية)
- جون بارون على موقع قاعدة بيانات الفيلم (الإنجليزية)